# Phantom, le masque de l'ombre
Pour plus de détails, voir Fiche technique et Distribution.
Phantom, le masque de l'ombre (The Phantom) est une mini-série canado-américaine en 180 minutes réalisée par Paolo Barzman d'après la bande dessinée Le Fantôme de Lee Falk (créateur de Mandrake le magicien) et diffusée le 20 décembre 2009 sur The Movie Network et le 20 juin 2010 sur Syfy.
En France, elle a été diffusée le 1er octobre 2010 sur Syfy et rediffusée sur France 4 le 7 mai 2011, le 15 février 2012 et encore le 26 février 2012.

## Synopsis
Depuis 470 ans, le Fantôme (Phantom, en VO) lutte contre la cupidité, la cruauté et la piraterie sous toutes ses formes depuis son repaire dans la forêt de Bengalla où il protège le peuple Bandar et veille sur la forêt. En 470 ans, 21 générations de Fantômes se sont succédé et ont toutes prêté le même serment. Mais le 21e est mort.
En 2009, à New York, Chris Moor, un jeune étudiant accro de parkour ainsi que son meilleur ami, Jordi font justement du free running ; ce dernier filme l'action pour la diffuser en direct sur le net, mais à la suite d'un mauvais calcul de sa part, il se reçoit mal et tombe sur le dos. Une jeune ambulancière qui a vu la scène sur le net va leur porter secours et la police arrive sur les lieux. Chris est arrêté, mais grâce à Renny Davidson, une jeune ambulancière et fille du sergent détective Sean Davidson, il évite l'arrestation. Chris rentre donc peu de temps après chez ses parents. Or, Chris est souvent sujet au même rêve, une femme armée dans une voiture tirant sur une autre, sans compter l'interrogation qu'il a sur son médaillon de tête de mort. Plus tard, ses parents s'en vont au restaurant et le laissent avec Renny dans la maison. Chris et Renny partent quelque temps après faire un tour, ils se séparent ensuite pour rentrer chez eux, mais sur le retour Chris est enlevé par des hommes qui lui mettent une cagoule sur la tête et l'embarquent dans une camionnette. Quand ils s'arrêtent, ils lui enlèvent la cagoule et ils se retrouvent en face d'Abel Vandermaark, le chef d'une mystérieuse organisation : Baah-Taph. Il lui dit également qu'il ne s'appelle pas Chris Moor, mais Kit Walker tout comme s'appelait son père et son grand-père avant lui, que ses parents l'ont adopté et que la femme dont il rêve toutes les nuits n'est autre que sa mère biologique. Perturbé, Chris/Kit décide de rentrer chez lui, mais là, ils retrouvent ses parents assassinés. Cependant, les tueurs sont encore là et le prennent en chasse. Il parvient à s'enfuir en refaisant le parkour de la veille, et s'arrange pour que l'un des deux assassins se retrouve déséquilibré, tombe et finit empaler sur une tige de fer. N'ayant plus aucun recours, il décide néanmoins de prendre contact avec Abel Vandermaark, qui lui confirme que la confrérie des Singh, l'organisation criminelle qui sévit depuis plusieurs siècles, a retrouvé sa trace et qu'il doit partir de New York pour le Bengalla. Une fois sur place, Vandermaark lui explique qu'il est le vingt-deuxième Fantôme, et qu'il doit reprendre le flambeau. Kit est d'abord réticent, mais grâce aux encouragement de Guran (dernière descendante des Guran du peuple Bandar), il va lire les chroniques de ses ancêtres, et décide de continuer le combat. il va alors suivre un entrainement intensif et un rituel initiatique pour porter la bague de ses ancêtres. Il va alors porter le costume high-tech que le docteur Babour, brillant scientifique de Bpaah-Taaph et ses collaborateurs ont créé… le 22e Fantôme est né et va devoir continuer le combat contre Raatib Singh et sa confrérie, dont les activités se sont élargies au fil des siècles, avant qu'il n'arrive à ses fins.

## Fiche technique
- Titre : Phantom, le masque de l'ombre
- Titre original : The Phantom
- Réalisation : Paolo Barzman
- Scénario : Daniel Knauf d'après les personnages de Lee Falk
- Production : Robert Halmi, Sr. et Robert Halmi Jr.
- Société de production : Muse Entertainment (en) et RHI Entertainment
- Musique : Diandra Yoselevitz
- Costumes : Odette Gadoury
- Pays d'origine : Canada
- Langue : anglais
- Format : Couleurs - Formats 16/9 1:77
- Durée : 2 × 90 minutes
- Dates de diffusion : 20 décembre 2009 (Canada), 1er octobre 2010 (France)

## Distribution
- Ryan Carnes (VF : Pascal Nowak ; VQ : Alexandre Fortin) : Chris Moor / Kit Walker / le Fantôme
- Cameron Goodman (en) (VF : Kelly Marot ; VQ : Catherine Proulx-Lemay) : Renny Davidson
- Jean Marchand (VF : Patrick Osmond ; VQ : Mario Desmarais) : Abel Vandermaark
- Sandrine Holt (VF : Anneliese Fromont ; VQ : Catherine Hamann) : Guran
- Cas Anvar (VQ : Jean-François Beaupré) : Raatib Singh
- Isabella Rossellini (VF : Martine Irzenski ; VQ : Claudine Chatel) : Dr Bella Lithia
- Ron Lea (VF : Érik Colin ; VQ : Marc Bellier) : inspecteur Sean Davidson
- Ivan Smith (VF : Éric Etcheverry ; VQ : Jacques Lavallée) : Dr Deepak Babour
- Victor Andres Turgeon-Trelles (VQ : Philippe Martin) : Jordi Acovado
- Sedina Balde (VF : Nessym Guetat ; VQ : Alexis Lefebvre) : Jeannot et Jacquot Roux
- Luis Oliva (VQ : lui-même) : Dr Jason Kim
- Anthony Lemke (VF : Boris Rehlinger ; VQ : François Trudel) : Clark Ellis
- Trevor Hayes (VF : Jérôme Keen ; VQ : Frédéric Paquet) : Peter Lindford
- Stéphane Demers (VQ : lui-même) : Stephan McDowell
- Ellen David (VQ : Johanne Léveillé) : Pam Moore
- Alain Goulem (de) (VQ : Denis Roy) : Frank Moore
- Jason Caselli : Jalil Ben-David
- Danette Mackay : Nina Alexandra Holliston
- Gabriel Brown : un officier de police

 Source et légende : version française (VF) sur RS Doublage
 Source et légende : version québécoise (VQ) sur Doublage.qc.ca

## Commentaires
Cette série s'inspire librement de la bande dessinée de Lee Falk, car il y a quelques différences par rapport à l'œuvre originale.
- D'une part, l'organisation Bpaa-Taaph créé par son père, une sorte de patrouille de la jungle internationale high-tech regroupant des amis du fantôme combinant leurs compétences contre le crime.
- La confrérie Singh, qui ne s'attachait qu'à la piraterie, a élargi ses activités en devenant un véritable syndicat du crime internationale (un peu comme l'est celui de Xander Drax, dans le film de 1996)[6].
- Le costume est plus moderne, high-tech et futuriste que le premier évoqué brièvement au cours de la série[7].
- Enfin, lors de la remise des médailles portant le signe du bien à Renny et à son père, il leur dit qu'il leur demandera un jour un service en retour, ce qui est plus commun au personnage du Shadow[8].
- On apprend également qu'il est le 22e Fantôme, fils du 21e Fantôme (le héros original de la série), cette pirouette scénaristique a permis de créer un fantôme plus ancré dans notre époque[8].